# Antichan
Antichan – miejscowość i gmina we Francji, w regionie Oksytania, w departamencie Pireneje Wysokie.
Według danych na rok 1990 gminę zamieszkiwało 21 osób, a gęstość zaludnienia wynosiła 18 osób/km² (wśród 3020 gmin regionu Midi-Pireneje Antichan plasuje się na 1042. miejscu pod względem liczby ludności, natomiast pod względem powierzchni na miejscu 1748.).